# Lodur

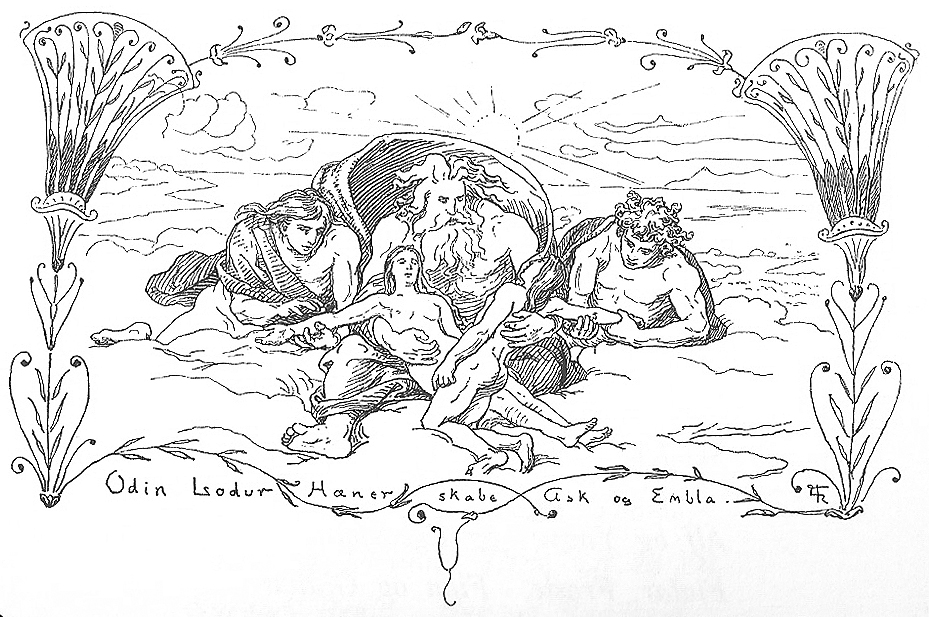
Odin, Lodur és Hönir megteremtik az első embereket

Lodur (Lóðurr), a skandináv mitológia egy alakja. Az Edda hősi énekek szerint részt vesz az Ask és Embla megteremtésében, Odinnal és Hönirrel.
Az Eddában ez áll róla:
Mindaddig, míg hárman

közeledtek a kíséretből,

jóságos, erős ázok

jöttek a házhoz;

találtak a tenger partján>

két kezdete-fát,

egy kőrist, egy szilt,

szabad sorsú sarjakat.

Lelkük nem lélegzett,

szavuk nem szólalt,

maguk nem moccantak,

ép színük elapadt.

Lett lélegzetük Ódintól,

szavuk szólalt Hőnirtől,

Lódurtól meglódultak

s ép színük éledt.
A Snorre Sturlasson teremtési verziójában Hönir och Lodur helyett Odin testvérei, Vili och Vé szerepelnek.
Egyes elméletek szerint Lodur azonos lenne Lokival. Ez részben a két név hasonlóságán alapszik, és azon, hogy több történetben Odin, Hönir és Loki együtt szerepelnek. Az elmélet ellen szól az, hogy Lodurt egy erős és szeretetteljes istennek tartották, ellentétben Lokival, aki ravasz és gonosz.

## Fordítás
- Ez a szócikk részben vagy egészben  a   Lodur című svéd Wikipédia-szócikk fordításán alapul.  Az eredeti cikk szerkesztőit annak laptörténete sorolja fel. Ez a jelzés csupán a megfogalmazás eredetét és a szerzői jogokat jelzi, nem szolgál a cikkben szereplő információk forrásmegjelöléseként.
- Ez a szócikk részben vagy egészben  a   Lóðurr című angol Wikipédia-szócikk fordításán alapul.  Az eredeti cikk szerkesztőit annak laptörténete sorolja fel. Ez a jelzés csupán a megfogalmazás eredetét és a szerzői jogokat jelzi, nem szolgál a cikkben szereplő információk forrásmegjelöléseként.